# Scoliorhapis lindbergi
Scoliorhapis lindbergi is een zeekomkommer uit de familie Chiridotidae.
De wetenschappelijke naam van de soort werd in 1958 gepubliceerd door D'yakonov.